# Hagbard
Hagbard, filho de Haamund foi um herói da mitologia nórdica. Ele era famoso até bem pouco tempo, através da lenda de Hagbard e Signy.
Ele e seu irmão Haki foram lendários reis do mar que surgem em várias fontes escandinavas, como Heimskringla e Feitos dos Danos. Consulte Haki para ler sobre suas batalhas pelo trono da Suécia.
Hagbard se apaixonou por Signy, a filha do rei Sigar, que por sua vez era sobrinho do rei Siggeir, na Saga Völsunga. Este caso amoroso terminou tragicamente com suas mortes, pois o maldoso Sigar mandou  executar Hagbard.
As conexões dos heróis com outros personagens lendários colocam os eventos entre os séculos IV e V.